# اچ‌ام‌آی‌اس جام‌نگر
اچ‌ام‌آی‌اس جام‌نگر (به انگلیسی: HMIS Jamnagar) یک کشتی بود که طول آن ۱۶۰ فوت ۹ اینچ (۴۹٫۰۰ متر) بود. این کشتی در سال ۱۹۲۴ ساخته شد.